# Wahlkreis Dresden 3 (1994–1999)
Der Wahlkreis  Dresden 3 war ein Landtagswahlkreis zu den sächsischen Landtagswahlen 1994 und 1999. Er hatte die Wahlkreisnummer 44. Das Wahlkreisgebiet umfasste die Dresdener Ortsämter Altstadt und Neustadt, letzteres jedoch ohne den Stadtteil Leipziger Vorstadt.

## Wahl 1999
Die Landtagswahl 1999 fand am 19. September 1999 statt und hatte für den Wahlkreis Dresden 3 folgendes Ergebnis.
| Direktkandidat     | Partei          | Erststimmen in % | Zweitstimmen in % |
| ------------------ | --------------- | ---------------- | ----------------- |
| Friederike de Haas | CDU             | 45,0             | 48,7              |
| René Vits          | SPD             | 11,2             | 09,2              |
| Ronald Weckesser   | PDS             | 32,2             | 30,4              |
| Stefan Schönfelder | GRÜNE           | 06,9             | 06,2              |
| Holger Zastrow     | F.D.P.          | 01,3             | 00,8              |
|                    | BüSo            |                  | 00,1              |
|                    | DSU             |                  | 00,3              |
|                    | GRAUE           |                  | 00,5              |
| Wolfgang Schwarz   | REP             | 01,7             | 00,8              |
| -                  | FP Deutschlands | -                | 00,0              |
| -                  | pro DM          | -                | 01,5              |
| -                  | KPD             | -                | 00,1              |
|                    | NPD             |                  | 00,8              |
| Gundula Stange     | Forum           | 00,7             | 00,3              |
| -                  | PBC             | -                | 00,2              |
| Hans Kromer        | Einzelbewerber  | 01,1             |                   |

Es waren 61.268 Personen wahlberechtigt. Die Wahlbeteiligung lag bei 64,2 %. Von den abgegebenen Stimmen waren 1,5 % ungültig. Als Direktkandidat wurde Friederike de Haas (CDU) gewählt. Sie erreichte 48,7 % aller gültigen Stimmen.

## Wahl 1994
Die Landtagswahl 1994 fand am 11. September 1994 statt und hatte folgendes Ergebnis für den Wahlkreis Dresden 3:
| Direktkandidat           | Partei      | Erststimmen in % | Zweitstimmen in % |
| ------------------------ | ----------- | ---------------- | ----------------- |
| Friederike de Haas       | CDU         | 44,6             | 49,0              |
| Uwe-Eckart Böttger       | SPD         | 30,0             | 12,6              |
| Ralf Rüdiger Reinsperger | F.D.P.      | 03,9             | 01,3              |
| Simone Kruschwitz        | GRÜNE       | 14,8             | 05,5              |
|                          | DSU         |                  | 00,4              |
| Reinhold Mrohs           | REP         | 02,0             | 00,8              |
|                          | Forum       | -                | 00,7              |
|                          | PDS         |                  | 29,1              |
|                          | SPS         | -                | 00,5              |
| Hans Kromer              | Dresden pur | 04,7             |                   |

Es waren 65.091 Personen wahlberechtigt. Die Wahlbeteiligung lag bei 62,1 %. Von den abgegebenen Stimmen waren 1,5 % ungültig. Als Direktkandidat wurde  Friederike de Haas (CDU) gewählt. Sie erreichte 44,6 % aller gültigen Stimmen.